# TN 90
ATN 90 foi uma ogiva nuclear da França desenvolvida para ser usada nos mísseis táticos Hadès, desenhada para substituir a ogiva AN 51, usada no Pluton. O desenvolviemnto começou em 1983, e a produção começou em 1990. Entretanto, devido ao colapso da União Soviética, a produção das 180 ogivas cai para apenas 30, e eles foram imediatamente colocadas no estoque. Os mísseis Hadès, e suas ogivas TN 90, assim como todos os mísseis franceses baseados em terra foram aposentados em 1996. Ao final de 2000 as TN 90s estavam em CEA Valduc esperando para serem desmanteladas.

## Referencias
- Norris, Robert, Burrows, Andrew, Fieldhouse, Richard "Nuclear Weapons Databook, Volume V, British, French and Chinese Nuclear Weapons, San Francisco, Westview Press, 1994, ISBN 0-8133-1612-X